# Phacomorphus elgueae
Phacomorphus elgueae es una especie de escarabajo del género Phacomorphus, familia Leiodidae. Fue descrita por Abeille de Perrin en 1904.

## Distribución
Se encuentra en Francia.